# Tristan Labouteley

a Compétitions nationales et continentales officielles uniquement.

b Matchs officiels uniquement.
Dernière mise à jour le 17 août 2025.
Tristan Labouteley, né le 12 avril 1995 à Mont-Saint-Martin (Meurthe-et-Moselle), est un joueur français de rugby à XV qui évolue au poste de deuxième ligne.

## Biographie

### Jeunesse
Tristan Labouteley découvre le ballon ovale à l'âge de cinq ans à l'Union sportive du bassin de Longwy, le club de la ville où résident ses parents, enseignants. Ses parents étant mutés en Andorre quelques années plus tard, c'est là-bas qu'il poursuit son apprentissage du rugby en jouant dans l'équipe locale. Puis à l'âge de 15 ans, il rejoint l'école de rugby du MHR et il intègre également la section Sport-étude de rugby du Lycée Mermoz de Montpellier.

### Carrière
À Montpellier, Tristan Labouteley franchit les échelons et fréquente les différentes équipes de jeunes, mais à l'âge de 20 ans, après plusieurs années de présence au club et en manque de temps de jeu, il choisit de rejoindre l'Union Bordeaux Bègles où il joue peu et où il ne reste qu'un an. Il s'engage alors, en mai 2017, avec l'USAP qui évolue alors en Pro D2.
En sélection, il est retenu en équipe de France de rugby à XV des moins de 20 ans, équipe avec laquelle il termine quatrième au Championnat du monde junior de rugby à XV 2015 qui se déroule en Italie.

## Palmarès

### En club
Avec le Montpellier HR :
- Vainqueur du Challenge Pierre-Gaudermen en 2011.

Avec l'USA Perpignan :
- Champion de France de Pro D2 en 2018 et 2021.

### En sélection
Avec l'équipe de France de rugby à XV des moins de 20 ans :
- Quatrième au championnat du monde junior de rugby à XV en 2015